# Geschichtswerkstatt Tübingen
Die Geschichtswerkstatt Tübingen ist ein gemeinnütziger Verein zur Förderung des generationenübergreifenden Lernens aus der Geschichte, insbesondere derjenigen von Tübingen. Dabei steht die Beschäftigung mit Antisemitismus und Nationalsozialismus in Tübingen bis hin zum heutigen Umgang mit diesen Themen im Vordergrund. Die Stadt Tübingen ist Trägerin des Vereins, der ein für Anfragen offenstehendes Büro unterhält sowie ein Archiv zur jüdischen Geschichte Tübingens.
Neben der Herausgabe verschiedener Schriften fördert die Geschichtswerkstatt Tübingen die Bildung von Arbeitsgruppen und organisiert Stadtführungen und auch andere Veranstaltungen.

## Geschichte

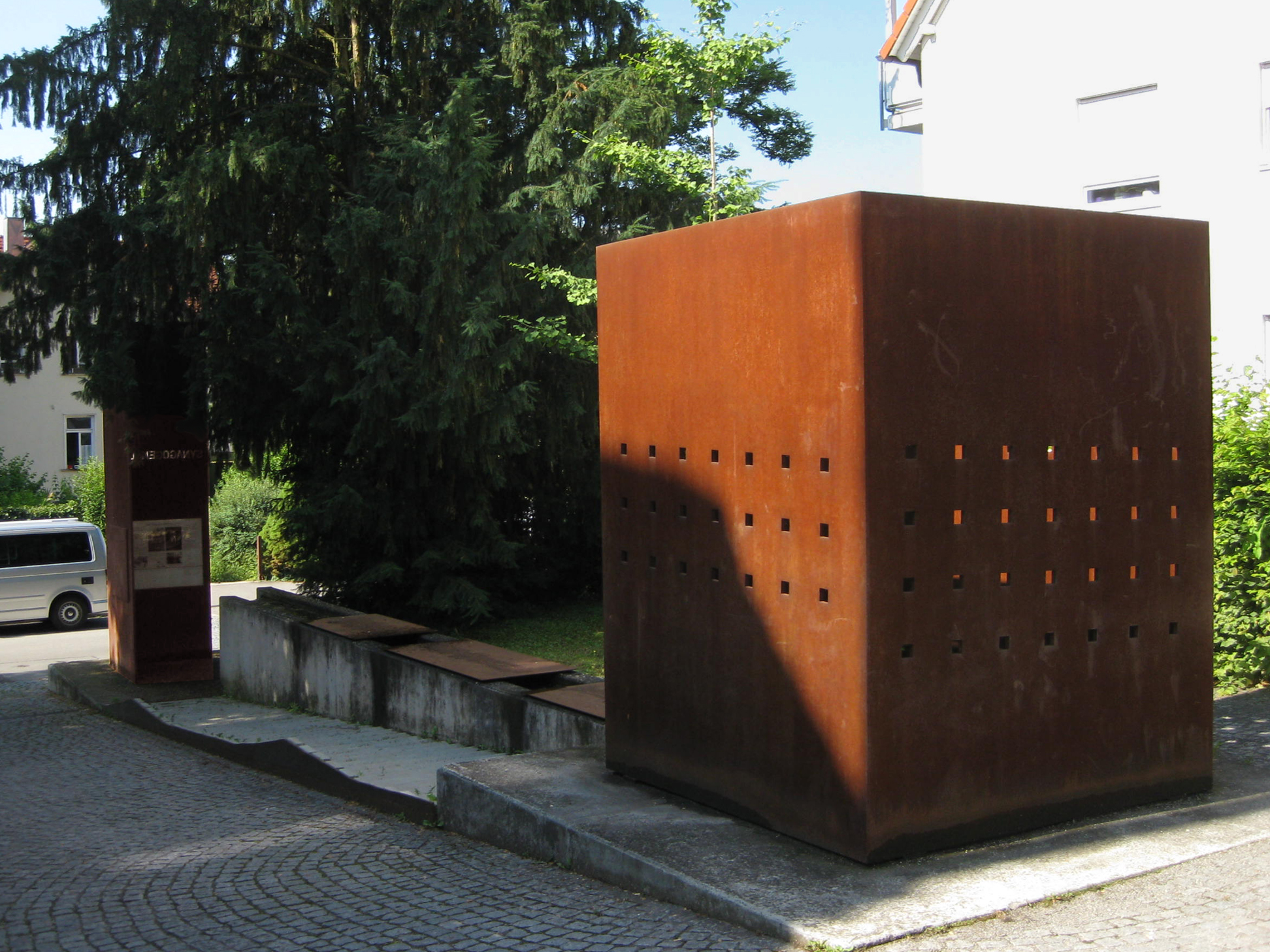
Das von der Projektgruppe Denkmal der Geschichtswerkstatt 1998 initiierte Denkmal Synagogenplatz Tübingen

Der Verein wurde 1984 gegründet. Einer ihrer Mitbegründer ist der Kulturwissenschaftler und Historiker Martin Ulmer, zugleich Mitglied im Vorstand des Vereins, der hauptberuflich in den Archiven Südwestdeutschlands für Yad Vashem in Jerusalem forscht.
Nachdem sich die Geschichtswerkstatt zunächst mit den „Spuren der ersten Nachkriegsjahre in Tübingen“ beschäftigt hatte, begann der Verein im Jahr 1988 anlässlich des 50. Jahrestages der Reichspogromnacht mit Recherchen für das dann 1995 erschienene Buch Zerstörte Hoffnungen. Wege der Tübinger Juden. Seitdem entwickelte der Verein zahlreiche weitere Aktivitäten der Erinnerungskultur wie etwa die Produktion des Dokumentarfilms Wege der Tübinger Juden – Eine Spurensuche (D 1999–2004, 67 Min.).
1998 initiierte die Projektgruppe Denkmal einen künstlerischen Wettbewerb zur Ausgestaltung des Denkmals am Standort der Nationalsozialisten zerstörten ehemaligen Synagoge Tübingens, dem Denkmal Synagogenplatz Tübingen. Auch die Errichtung eines Geschichtspfades zählt zu den Initiativen des Vereins.
Der Verein ist Mitglied der Alemannia Judaica und publiziert unter anderem in der Zeitschrift Gedenkstätten-Rundschau.

## Weitere Publikationen (Auswahl)
- Zerstörte Hoffnungen. Wege der Tübinger Juden (= Beiträge zur Tübinger Geschichte, Bd. 8), hrsg. von der Geschichtswerkstatt Tübingen, Stuttgart: Theiss, 1995, ISBN 978-3-8062-1216-7 und ISBN 3-8062-1216-3
- Erinnern gegen den Schlußstrich. Zum Umgang mit dem Nationalsozialismus (= Geschichtswerkstatt, Bd. 29), Redaktion dieses Jahrbuchs durch die Geschichtswerkstatt Tübingen e.V., Freiburg im Breisgau: Haug, 1997, ISBN 978-3-928276-11-5, Inhaltsverzeichnis
- Ulrike Baumgärtner et al.: Tübingen. Historische Photographien einer Stadt, 1. Auflage, hrsg. von der Geschichtswerkstatt Tübingen, Gudensberg-Gleichen: Wartberg-Verlag, 2001, ISBN 978-3-86134-870-2 und ISBN 3-86134-870-5
- Ulrike Baumgärtner (Interviewerin), John Bernheim (Interviewter): Wege der Tübinger Juden. Eine Spurensuche. Ein Filmprojekt der Geschichtswerkstatt Tübingen e.V., VHS-Videokassette (67 Minuten), Tübingen: Geschichtswerkstatt Tübingen, 2004, ISBN 978-3-00-014074-7 und ISBN 3-00-014074-3
- Aikko Bonanati, Monika Schober, Martin Ulmer: „Plötzlich war alles anders.“ Jugend im nationalsozialistischen Tübingen. Geschichtslesebuch für Kinder und Jugendliche ab 12 Jahren. Projektgruppe der Geschichtswerkstatt Tübingen e.V (= Werkhefte des Kulturamts der Universitätsstadt Tübingen, Nr. 5), Werkheft zur Dauerausstellung Der stadthistorische Spaziergang des Tübinger Stadtmuseums, Tübingen: Kulturamt, 2005, ISBN 978-3-910090-61-3